# خرائط المواقع
(بالإنجليزية: Sitemaps)‏ يسمح بروتوكول ملفات Sitemap لمشرف الموقع بإبلاغ محركات البحث عن عناوين URL الموجودة على موقع الويب المتاح للزحف. ملف Sitemap هو ملف XML يسرد عناوين URL الخاصة بالموقع. يسمح لمشرفي المواقع بتضمين معلومات إضافية حول كل عنوان URL تم تحديثه آخر مرة، وعدد مرات تغييره، ومدى أهميته فيما يتعلق بعناوين URL الأخرى للموقع. يسمح هذا لمحركات البحث بالزحف إلى الموقع بشكل أكثر كفاءة والعثور على عناوين URL التي قد تكون معزولة عن بقية محتوى الموقع. بروتوكول ملفات Sitemap هو بروتوكول تضمين عنوان URL ويكمل ملف robots.txt، وهو بروتوكول استبعاد عناوين URL.

## نبذة تاريخية
قدمت جوجل ملفات Sitemap 0.84 لأول مرة في يونيو 2005 حتى يتمكن مطورو الويب من نشر قوائم من الروابط عبر مواقعهم. أعلنت شركات جوجل وياهو! ومايكروسوفت عن دعم مشترك لبروتوكول خرائط المواقع في نوفمبر 2006. تم تغيير إصدار المخطط إلى «خريطة الموقع 0.90»، ولكن لم يتم إجراء أي تغييرات أخرى.
في أبريل 2007، أعلن أيضًا كل من Ask.com وأي بي إم عن دعمهما لملفات Sitemap. أعلنت جوجل وياهو و MSN عن اكتشاف تلقائي لخرائط المواقع من خلال ملف robots.txt. في مايو 2007، أعلنت حكومات ولايات أريزونا وكاليفورنيا ويوتا وفيرجينيا أنها ستستخدم خرائط المواقع على مواقع الويب الخاصة بها.
يعتمد بروتوكول ملفات Sitemap على الأفكار  من «خوادم الويب الملائمة للزحف»،  مع التحسينات بما في ذلك الاكتشاف التلقائي من خلال ملف robots.txt والقدرة على تحديد الأولوية وتكرار تغيير الصفحات.

## الغرض منها
تعد خرائط المواقع مفيدة بشكل خاص على مواقع الويب من حيث:
- بعض مناطق الموقع غير متوفرة من خلال الواجهة القابلة للتصفح
- يستخدم مشرفو المواقع محتوى Ajax أو Silverlight أو Flash الغني الذي لا تتم معالجته عادةً بواسطة محركات البحث.
- الموقع كبير جدًا وهناك فرصة لبرامج زحف الويب للتغاضي عن بعض المحتوى الجديد أو الذي تم تحديثه مؤخرًا
- عندما تحتوي مواقع الويب على عدد كبير من الصفحات المعزولة أو غير المرتبطة ببعضها البعض بشكل جيد، أو عندما يحتوي موقع ويب على روابط خارجية قليلة [4]

## روابط خارجية
- الموقع الرسمي